# Piano Schlieffen

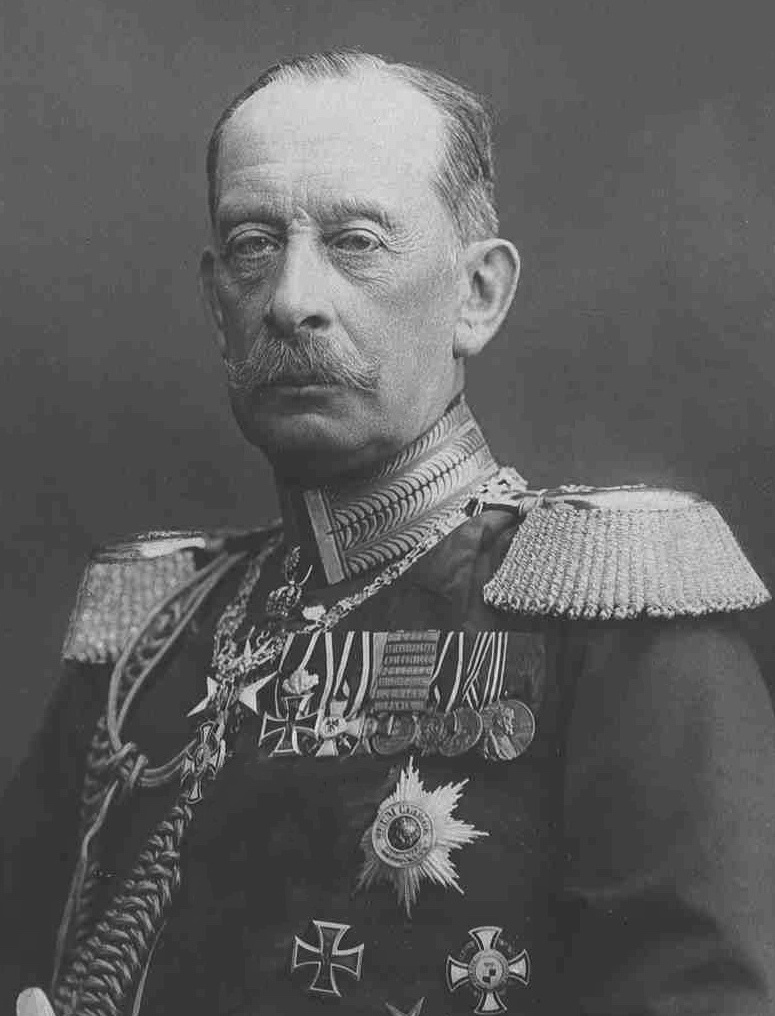
Alfred von Schlieffen

Il piano Schlieffen fu un piano strategico dello stato maggiore tedesco, concepito nel 1905 in previsione di una guerra su due fronti (ad est contro la Russia e ad ovest contro la Francia e il Regno Unito), guerra che la Germania temeva di dover prima o poi affrontare in seguito all'alleanza tra Francia e Russia e all'accordo stipulato con la Entente cordiale tra Francia e Gran Bretagna. Il piano prese il nome dal suo autore, il capo di stato maggiore Alfred Graf von Schlieffen.

## Le premesse

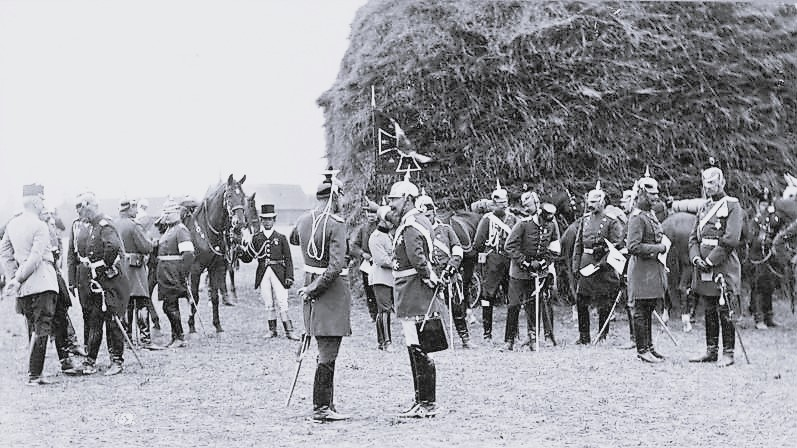
Le grandi manovre dell'esercito tedesco del 1900: in primo piano l'arciduca d'Austria Francesco Ferdinando e il Kaiser Guglielmo II, in secondo piano all'estrema destra il capo di stato maggiore, generale Alfred von Schlieffen.

Il piano iniziale (poi modificato nel 1911) prevedeva una rapida mobilitazione dell'esercito tedesco, che, senza tenere conto della neutralità di Paesi Bassi e Belgio, doveva di sorpresa dilagare attraverso di essi con la sua potente ala destra in direzione sud-ovest attraverso le Fiandre verso Parigi, colpendo la Francia in un settore completamente sguarnito.
Contemporaneamente l'esercito tedesco avrebbe mantenuto un atteggiamento difensivo con il centro e l'ala sinistra nei settori di confine tra Francia e Germania, in Lorena, nei Vosgi e nella Mosella; ciò allo scopo di attirare all'attacco l'esercito francese, la cui dottrina operativa prevedeva l'offensiva contro il secolare nemico tedesco. Dopo aver ottenuto la rapida sconfitta della Francia (erano previsti soli 39 giorni di operazioni per la caduta di Parigi e 42 per la capitolazione francese), Schlieffen prevedeva di spostare velocemente le truppe, tramite le proprie efficienti linee ferroviarie, sul fronte orientale, fidando sui lunghi tempi di mobilitazione dell'arretrato esercito russo.
L'obiettivo strategico ultimo del piano non era la capitale francese, né la conquista territoriale, bensì l'aggiramento e l'intrappolamento in un'immensa sacca della grande maggioranza dell'esercito francese schierato a ridosso della frontiera franco-tedesca; in pratica un ripetersi, sia pure su un fronte diverso e più esteso, degli avvenimenti che avevano portato alla sconfitta della Francia nella guerra franco-prussiana del 1870.

## Le modifiche del 1911
Dopo il ritiro di Schlieffen nel 1906, divenne capo di Stato Maggiore Helmuth von Moltke. Costui considerava troppo rischiosi alcuni aspetti del piano del suo predecessore, anche in considerazione del fatto che l'esercito russo avrebbe comunque potuto mobilitare una parte delle sue truppe in tempi brevi e, soprattutto, che l'impostazione dell'esercito francese negli ultimi anni si era fatta sempre più offensiva con l'adozione nel 1911 del Piano XVII; ciò avrebbe comportato la rischiosa possibilità che un attacco francese riuscisse a dilagare in Germania in assenza di sufficienti forze difensive tedesche sul confine.
Von Moltke decise pertanto nello stesso anno di porre alcune modifiche al Piano che poi attuerà nel 1914, modifiche di tale portata che, secondo alcuni autori, rendono il piano da attribuire totalmente a Moltke stesso.
Le differenze principali con il piano di Schlieffen del 1905 sono il mantenimento della neutralità dei Paesi Bassi, necessaria per mantenere una porta commerciale aperta dal blocco commerciale britannico ma con diverse conseguenze negative, rimanendo solo il Belgio per il transito della 1ª e 2ª armata tedesca, 600.000 uomini, creando un "collo di bottiglia" , con inoltre, l'effetto di accorciare il braccio della tenaglia che doveva stringere l'esercito francese da nord ed il non poter sfruttare anche le ferrovie olandesi per le esigenze di rifornimento.
Un'altra differenza fu lo spostamento di alcune divisioni dall'ala destra, quella attaccante, per utilizzarle nel rafforzamento della difesa in Alsazia-Lorena per il cambiamento dei piani strategici francesi e del presidio sul confine russo. Ciononostante, all'attacco principale erano state dedicate ben cinque delle sei armate tedesche dislocate sul fronte occidentale. Inoltre fu abbandonato il piano alternativo di attacco ad oriente, una delle maggiori critiche fatte a Moltke nel dopoguerra, che ebbe come conseguenza di bloccare la strategia politica tedesca, avendo una sola soluzione militare possibile, l'attacco alla Francia.

## Il Piano in azione, e il suo fallimento

Cartina del Piano Schlieffen e delle offensive francesi previste dal Piano XVII

Alcuni dei difetti che portarono al fallimento del Piano non sono, a posteriori, addebitabili al solo von Moltke, bensì erano connaturati al piano stesso, che sottovalutava in generale gli avversari, dal piccolo Belgio alla grande Russia. Sono stati indicati quattro motivi principali di fallimento:
- la resistenza belga - Sebbene l'esercito belga fosse solo un decimo di quello tedesco, riuscì a ritardarne l'avanzata fino alla seconda metà di agosto. Anche dopo la distruzione del loro esercito, i civili belgi continuarono a rallentare il nemico con azioni di sabotaggio (come l'allagamento dei territori del Nord distruggendo le dighe), fuoco di cecchini, e non collaborando con l'invasore. Il piano tedesco si manteneva su fattori troppo aleatori, tra cui la resistenza dei forti belgi, per poter avere sicuro successo.[6]
- la presenza e l'efficienza del Corpo di Spedizione Britannico - Dopo la guerra si apprese che molti generali e politici tedeschi non credevano che la Gran Bretagna sarebbe entrata in guerra a fianco della Francia; le truppe britanniche furono in grado, seppure presenti sul teatro solo dalla fine di agosto 1914, di resistere alla 1ª Armata tedesca di von Kluck abbastanza a lungo da indurre il generale tedesco a deviare verso sud-est su Compiègne invece che puntare oltre Parigi; la 1ª Armata tedesca scoprì il suo fianco alla 6ª Armata francese da poco costituita a Parigi come presidio della capitale, e si rese possibile il "Miracolo della Marna".
- la velocità di mobilitazione russa - I russi attaccarono ad oriente prima del previsto, senza avere del tutto ultimato la mobilitazione. Non costituirono con ciò un grande pericolo per la Germania, tuttavia costrinsero a distogliere altre truppe dal fronte occidentale, là dove ogni indebolimento dell'importantissima ala destra era problematico ai fini del Piano.[6]
- il sistema ferroviario francese - Grazie alla resistenza belga e agli aiuti britannici, i francesi ebbero più tempo a disposizione per trasferire truppe verso il fronte, in particolare in Lorena e in difesa di Parigi. I tedeschi sottostimarono grandemente le capacità francesi di svolgere operazioni di riposizionamento dei propri soldati in tempo utile.

Il Piano Schlieffen trovò la sua fatale conclusione alla prima battaglia della Marna nel settembre 1914, cui seguirono gli inizi della guerra di trincea a scapito della guerra di movimento, e ciò che più i tedeschi temevano: una guerra su due fronti.

## Giudizi storici
Più di uno storico sostiene che il Piano fosse di sapore ottocentesco, ormai improponibile per l'epoca, per i recenti progressi degli armamenti e dei trasporti della "guerra industriale"; Basil Liddell Hart lo definì «di audacia napoleonica», ma affermò che «Il Piano sarà nuovamente fattibile solo nella generazione successiva, quando l'arma aerea potrà paralizzare i difensori sulle loro posizioni, e le forze meccanizzate saranno sufficientemente veloci e con ampia autonomia. Ma al tempo in cui fu concepito, il Piano Schlieffen aveva pochissime probabilità di riuscita.»
Inoltre alcuni storici, tra cui David Fromkin, in seguito alla scoperta di archivi inediti nel 1990, hanno recentemente argomentato che quello che è noto come Piano Schlieffen potrebbe non essere stato un vero e proprio piano strategico, ma solo un ipotetico memorandum steso nel 1905 e brevemente integrato nel 1906. Schlieffen potrebbe non averlo concepito per la messa in pratica ma come mero esercizio dottrinario. L'ipotesi di Fromkin si basa sul fatto che, fra le carte di Schlieffen recuperate dopo la guerra, non si trova traccia che il memorandum sia mai stato perfezionato in un programma operativo, ad esempio con l'indicazione di quali unità destinare ad una determinata area di offensiva. Lo studioso arriva ad attribuire molta parte della genesi del piano a Moltke stesso, che avrebbe visto il memorandum e lo avrebbe ritenuto un piano operativo ed avrebbe provveduto a renderlo veramente tale.

## Influenza del piano durante la seconda guerra mondiale
Durante il secondo conflitto mondiale, nel 1940, i generali dell'OKH (OberKommando des Heeres, ovvero il comando supremo dell'Esercito, diretto dal gen. Walther von Brauchitsch con il gen. Franz Halder come Capo di Stato Maggiore) pensarono all'attacco ad Occidente con una replica pura e semplice del Piano Schlieffen; il gen. Erich von Manstein, consultatosi con il generale delle truppe corazzate  Heinz Guderian circa la possibilità di penetrare le Ardenne con carri armati, decise di proporre un piano alternativo: lo sfondamento al centro dello schieramento francese difeso dalla Linea Maginot con successivo aggiramento e chiusura della sacca spingendo verso nord le truppe francesi e il BEF. La cosa piacque ad Hitler che amava le soluzioni audaci, ma costò a von Manstein il posto presso lo Stato Maggiore, venendo spedito al comando di un'anonima divisione di fanteria, da non confondere con l'OKW tedesco. Adottarono in seguito, grazie anche alle proposte presentate dal generale Erich von Manstein, un piano (Fall Gelb) che in pratica rovesciava completamente l'originaria manovra della Prima guerra mondiale: questa volta l'attacco principale sarebbe stato sferrato nelle Ardenne e si sarebbe diretto verso le coste della Manica, tagliando fuori le forze alleate penetrate in Belgio. Il piano ebbe pieno successo e le forze tedesche penetrarono nei confini francesi aggirando le fortificazioni lungo il confine del Reno (la famosa Linea Maginot) e accerchiarono nelle Fiandre gran parte delle forze anglo-francesi. Con il successivo Fall Rot arrivarono a Parigi il 14 giugno, ottenendo così una vittoria totale contro quello che era fino ad allora ritenuto il più potente esercito di terra del continente e assicurandosi il controllo del paese per 4 anni.
Con la riapertura del fronte occidentale nel 1944 grazie allo sbarco in Normandia, gli alti comandi americani decisero ugualmente, dopo la liberazione di Parigi, di attaccare il Reich passando per le Fiandre invece che per l'Alsazia, onde evitare le fortificazioni della Linea Sigfrido. Tuttavia, nei primi mesi del 1945 lanciarono un attacco anche contro queste postazioni, riuscendo a sfondare soprattutto a causa dello sfinimento bellico patito dalla Germania negli ultimi mesi del conflitto.

## Generali tedeschi comandanti d'armata nell'agosto 1914

### Fronte occidentale

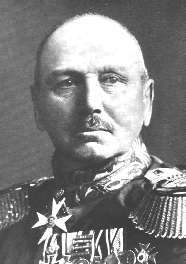
Generale Alexander von Kluck, comandante della 1ª Armata
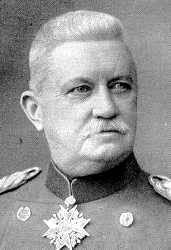
Generale Karl von Bülow, comandante della 2ª Armata
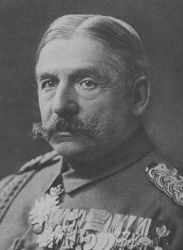
Generale Max von Hausen, comandante della 3ª Armata
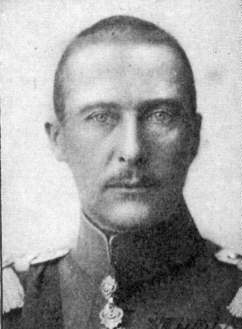
Il duca Alberto di Württemberg, comandante della 4ª Armata
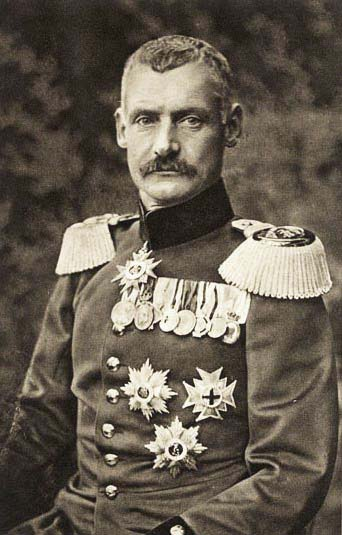
Il principe Rupprecht di Baviera, comandante della 6ª Armata
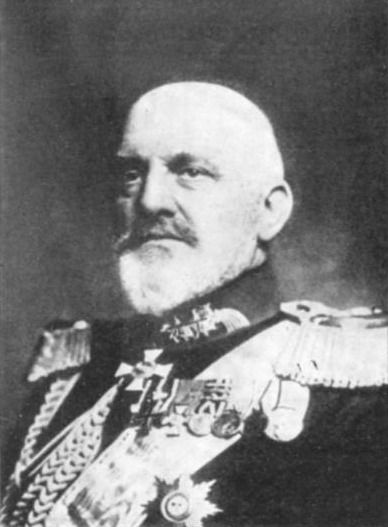
Il generale Josias von Heeringen, comandante della 7ª Armata

### Fronte orientale

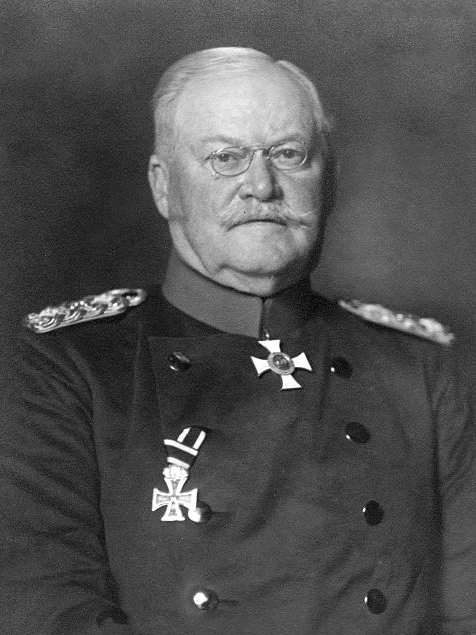
Il generale Maximilian von Prittwitz, comandante della 8ª Armata